# Sceloporus undulatus
Lo sceloporo ondulato (Sceloporus undulatus - Bosc, 1801) è un rettile insettivoro arboreo o terragnolo.
È diffuso nella parte settentrionale del Messico e in quella meridionale degli Stati Uniti (Virginia, Florida, e Nuovo Messico).

## Sottospecie
Tra le sottospecie riconosciute dello sceloporo ondulato risultano:
- Sceloporus undulatus belli (Smith, Chiszar & Lemos-Espinal, 1995)
- Sceloporus undulatus cowlesi (Lowe & Norris, 1956)
- Sceloporus undulatus elongatus (Stejneger, 1890)
- Sceloporus undulatus erythrocheilus (Maslin, 1956)
- Sceloporus undulatus garmani (Boulenger, 1882)
- Sceloporus undulatus hyacinthinus (Green, 1818)
- Sceloporus undulatus speari (Smith, Chiszar & Lemos-Espinal, 1995)
- Sceloporus undulatus tedbrowni (Smith, BELL, APPLEGARTH & Chiszar, 1992
- Sceloporus undulatus tristichus (Cope, 1875)
- Sceloporus undulatus undulatus (Bosc & Daudin, 1801)